# Baron Lisle
Baron Lisle ist ein erblicher britischer Adelstitel, der fünfmal in der Peerage of England und einmal in der Peerage of Ireland verliehen wurde.

## Verleihungen
Erstmals wurde der Titel am 29. Dezember 1299 in der Peerage of England für John de Lisle geschaffen, indem dieser durch Writ of Summons ins englische Parlament berufen wurde. Als dessen Sohn, der 2. Baron, 1337 ohne Erben starb, erlosch der Titel.
Parallel zur ersten Verleihung wurde am 19. Dezember 1311 Robert de Lisle durch Writ of Summons in der Peerage of England zum Baron Lisle (of Rougemont) erhoben. Dieser Titel erlosch, als dessen Enkel, der 3. Baron 1399 ohne legitime Erben starb.
Parallel zur zweiten Verleihung wurde in dritter Verleihung am 15. Dezember 1357 Gerard de Lisle durch Writ of Summons in der Peerage of England zum Baron Lisle (of Kingston Lisle) erhoben. 1422, beim Tod von dessen Urenkelin, der 4. Baroness, die mit dem 13. Earl of Warwick verheiratet war, fiel der Titel in Abeyance zwischen deren drei Töchtern.
In vierter Verleihung wurde der Titel am 26. Juli 1444 durch Writ of Summons in der Peerage of England für John Talbot geschaffen. Am 30. Oktober 1451 wurde er zudem zum Viscount Lisle erhoben. Beim Tod seines Sohnes, des 2. Viscounts, am 20. März 1470 erlosch die Viscountcy, die Baronie fiel in Abeyance zwischen dessen beiden Schwestern. 1475, beim Tod der jüngeren Schwester, wurde die Abeyance zugunsten der älteren Schwester Elizabeth Talbot als 3. Baroness beendet. Für deren Ehegatten, Sir Edward Grey, wurde am 28. Juni 1483 der Titel Viscount Lisle neu geschaffen, so dass ihr Sohn, als 4. Baron und 2. Viscount die beiden Titel wieder vereinigte. Als dieser 2. Viscount am 9. September 1504 ohne männliche Nachkommen starb, erlosch die Viscountcy, die Baronie fiel an dessen Tochter als 5. Baroness, und als diese 1519 jugendlich starb, an dessen Schwester Elizabeth Grey als 6. Baroness. Ihr erster Gatte Edmund Dudley war 1510 wegen Hochverrats hingerichtet worden, wodurch der Titelanspruch für die gemeinsamen Kinder als verwirkt galt und bei ihrem Tod, um 1525, erlosch.
In fünfter Verleihung wurde der Titel am 25. Dezember 1561 durch Letters Patent in der Peerage of England für Ambrose Dudley neu geschaffen. Am nächsten Tag wurde ihm auch der seinem Bruder aberkannte Titel 3. Earl of Warwick wiederhergestellt. Er war ein Enkel der letzten Baroness vierter Verleihung. Da er keine Kinder hinterließ, erloschen die Titel bei seinem Tod am 21. Februar 1590.
In sechster Verleihung wurde am 18. September 1758 in der Peerage of Ireland der Titel Baron Lisle, of Mountnorth in the County of Cork, dem irischen Politiker John Lysaght verliehen. Heutiger Titelinhaber ist seit 2003 dessen Ur-ur-ur-ur-ur-urenkel Nicholas Lysaght als 9. Baron.

## Liste der Barone Lisle

### Barone Lisle, erste Verleihung (1299)
- John de Lisle, 1. Baron Lisle († 1304)
- John de Lisle, 2. Baron Lisle (1281–1337)

### Barone Lisle (of Rougemont), zweite Verleihung (1311)
- Robert de Lisle, 1. Baron Lisle († 1343)
- John de Lisle, 2. Baron Lisle (1318–1355)
- Robert de Lisle, 3. Baron Lisle (1334–1399)

### Barone Lisle (of Kingston Lisle), dritte Verleihung (1357)
- Gerard de Lisle, 1. Baron Lisle (1305–1360)
- Warin de Lisle, 2. Baron Lisle (1333–1382)
- Margaret de Lisle, 3. Baroness Lisle (1360–1392)
- Elizabeth Berkeley, Countess of Warwick, 4. Baroness Lisle (um 1386–1422) (Titel abeyant 1422)

### Barone Lisle, vierte Verleihung (1444)
- John Talbot, 1. Viscount Lisle, 1. Baron Lisle (um 1426–1453)
- Thomas Talbot, 2. Viscount Lisle, 2. Baron Lisle (1443–1470) (Baronie abeyant 1470)
- Elizabeth Talbot, 3. Baroness Lisle († 1487) (Abeyance beendet 1475)
- John Grey, 2. Viscount Lisle, 4. Baron Lisle (1481–1504)
- Elizabeth Grey, 5. Baroness Lisle (1505–1519)
- Elizabeth Grey, 6. Baroness Lisle (um 1483–um 1525)

### Barone Lisle, fünfte Verleihung (1561)
- Ambrose Dudley, 3. Earl of Warwick, 1. Baron Lisle (1528–1590)

### Barone Lisle, sechste Verleihung (1758)
- John Lysaght, 1. Baron Lisle (1702–1781)
- John Lysaght, 2. Baron Lisle (1729–1798)
- John Lysaght, 3. Baron Lisle (1781–1834)
- George Lysaght, 4. Baron Lisle (1783–1868)
- John Lysaght, 5. Baron Lisle (1811–1898)
- George Lysaght, 6. Baron Lisle (1840–1919)
- John Lysaght, 7. Baron Lisle (1903–1997)
- Patrick Lysaght, 8. Baron Lysaght (1931–2003)
- Nicholas Lysaght, 9. Baron Lisle (* 1960)

Voraussichtlicher Titelerbe (Heir Presumptive) ist der Bruder des aktuellen Titelinhabers, Hon. David James Lysaght (* 1963).